# Ptilotrigona
Ptilotrigona — род безжальных пчёл из трибы Meliponini семейства Apidae. Не используют жало при защите. Хотя жало у них сохранилось, но в сильно редуцированном виде. 

## Распространение
Неотропика: Боливия, Бразилия, Венесуэла, Колумбия, Панама, Перу, Суринам, Французская Гвиана, Эквадор.

## Классификация
Около 3 видов. Первоначально таксон был описан в качестве подрода рода Trigona.
- Ptilotrigona lurida (Smith, 1854) typus
- Ptilotrigona occidentalis (Schulz, 1904)
- Ptilotrigona pereneae (Schwarz, 1943)